# 波斯喀河
波斯喀河，位于中华人民共和国新疆维吾尔自治区和田地区皮山县东部的一条河流，发源于昆仑山支脉桑株塔格山冰帽冰川区，上游呈扇状水系，由不尔都尔吉利阿沟、克瓦河和吐孜良达里亚河在桑株镇阿尔皮勒克村附近汇集而成，蜿蜒向北流经巴什坡斯喀村、库木巴格村、波斯喀水库、阿亚格坡斯喀村等地，之后穿越315国道，进入藏桂乡灌区，余水散失在灌区北部的荒漠中。波斯喀水库以上河长46千米，流域面积659平方千米，年均径流量约0.23亿立方米。